# بوفاطیس
بوفاطیس (به عربی: بوفاطیس) یک شهرداری در الجزایر است که در ناحیه وادی تلیلات واقع شده‌است. بوفاطیس ۹٬۹۰۶ نفر جمعیت دارد.